# William Wilberforce
William Wilberforce, född 24 augusti 1759 i Hull, England, död 29 juli 1833 i London, var en brittisk parlamentsledamot, och aktivist för kristendom och mänskliga rättigheter. Wilberforce var en av de främsta krafterna bakom att slavhandeln och slaveriet avskaffades, i Storbritannien och globalt genom Wienkongressen. Han var därtill en samhällsreformatör.

## Biografi
William Wilberforce var son till en rik köpman och studerade vid universitetet i Cambridge, där han knöt bekantskap med bland andra William Pitt d.y. Under sin tidigare ungdom hade Wilberforce hängett sig åt sällskapslivets nöjen på ett sätt som hämmade hans studier. Beröringen med religiöst intresserade personer föranledde en väckelse hos honom, som förde till en allvarligare livsåskådning. Han uppfattade därefter som sin livsuppgift att så långt han förmådde genomföra den praktiska kristendomens krav i samhället. 1787 stiftade han en "förening för lastens motarbetande", och vid samma tid började han den kamp mot slavhandeln, som blev hans egentliga livsgärning. 
I House of Commons (brittiska parlamentets underhus), där han var ledamot sedan 1780, tog han varje tillfälle i akt att rikta uppmärksamheten på denna handel. 1789 väckte han förslag i parlamentet om avskaffande av den brittiska slavhandeln, men vänner till plantageägarna lyckades få saken undanskjuten. I början av år 1790 väckte Wilberforce förslag om tillsättning av en kommitté för sakens undersökning och sedan undersökningen var gjord ett nytt förslag om slavhandelns avskaffande. Förslaget förkastades av underhuset med 163 röster mot 88 i maj 1791. I april 1792 fick han ett förslag om avskaffande av slavhandeln gradvis antaget av underhuset med 238 röster mot 85. Men överhuset uppsköt avgörandet av frågan till följande session. 
Oaktat den outtröttliga bearbetningen av den allmänna meningen som hans allierade i Sällskapet för avskaffande av slavhandeln, bland annat Thomas Clarkson, och Wildberforces motioner i parlamentet, var det först i februari 1807 som han lyckades genomdriva en lag som förklarade brittiska slavhandeln vara avskaffad från 8 januari 1808. 

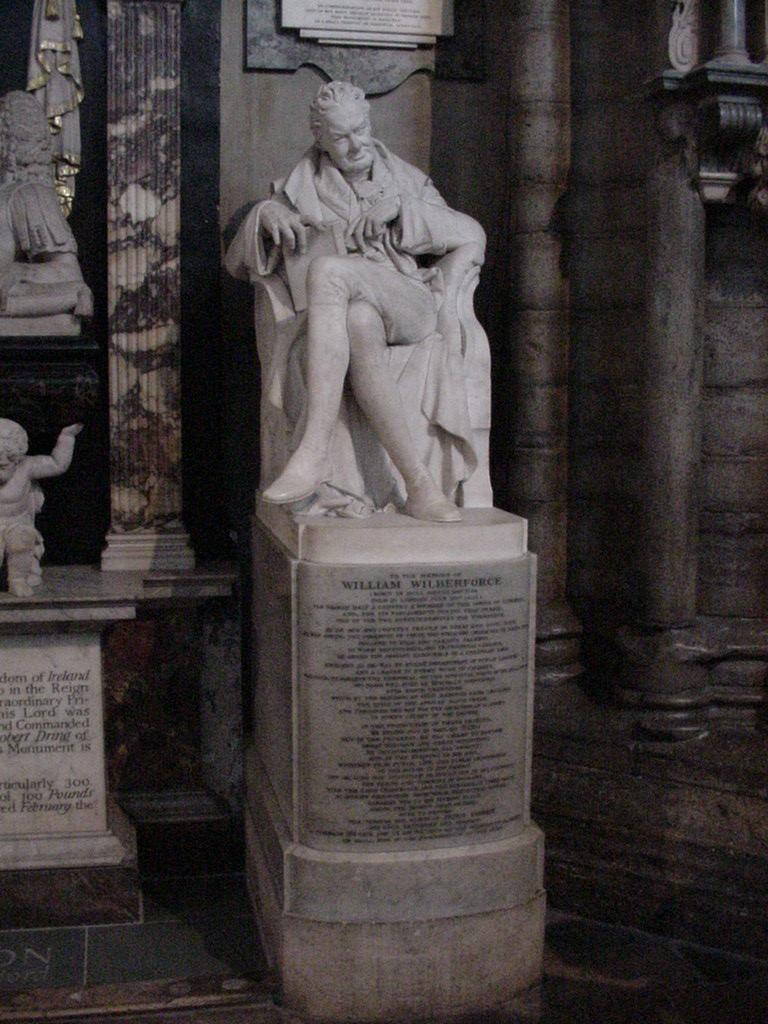
Minnesstaty i Westminster Abbey.

Därefter blev Wilberforces nästa uppgift den att förmå brittiska regeringen att ingripa mot andra nationers slavhandel. Själv bemödade han sig att överflytta agitationen han inlett även till andra länder. Hans arbete var inte utan framgång. 1808 avskaffade USA den afrikanska slavhandeln. 1811 tog de forna spanska kolonierna i Sydamerika ett liknande steg. 1813 följde Sverige och Portugal efter, 1814 Danmark, 1815 Frankrike. På Wilberforces föranledande tog Robert Stewart, viscount Castlereagh upp slavhandelns avskaffande på tal vid kongressen i Wien. Wilberforce skrev själv till tsar Alexander I, till kungen av Preussen och Talleyrand. 
Efter avslutandet av de traktater, genom vilka Frankrike, Spanien och Portugal förpliktades att avskaffa slavhandeln, höjde han i parlamentet ofta sin röst mot överträdelser mot dessa traktater. Men med den afrikanska slavhandelns undertryckande ansåg Wilberforce ingalunda sin mission avslutad. Sedan denna tid riktade han alla sina ansträngningar på avskaffandet av själva slaveriet. Då Antislaverisamfundet bildades 1823, blev han en av dess vicepresidenter. Själv fick han inte uppleva slaveriets avskaffande i de brittiska kolonierna. Lagen därom antogs först en månad efter hans död. Wilberforce begravdes i Westminster Abbey, där en staty sedan restes till hans minne. 
Wilberforce sysselsatte sig, utom med bekämpandet av slavhandeln och slaveriet, även med mångfaldiga andra sociala reformsträvanden, såsom bildandet av en förening för söndagens helgd, grundläggandet av skolor, ett förslag att inrätta en folkskola i varje kommun. Han kämpade för parlamentsreformen och katolikernas emancipation. Wilberforce var en av grundarna av Church Mission Society.
Wilberforce är författare till en skrift om "praktisk kristendom", Practical vìew of the prevailing religions system of professed Christians in the higher and middle classes of this country, contrasted with real christianity (1797), som ledde till att deismen som härskade då inom de bildade kretsarna hamnade i vanrykte. Han framhåller där att predikandet av tro utan kärlek och av kärlek utan tro är båda lika felaktigt, att tro och kärlek hör oskiljaktigt tillsammans och att människans uppgift är att gestalta sitt liv till ett vandrande inför Guds ögon. 
Wilberforces söner Robert Isaak och Samuel Wilberforce utgav en biografi över Wilberforce jämte utdrag ur hans dagböcker och brevväxling (5 band, 1838).